# بني بوحمدون الجنوبية (رأس عصفور)
بني بوحمدون الجنوبية هي إحدى مشيخات المملكة المغربية، تتبع جغرافيا لإقليم جرادة وإداريًا لرأس عصفور. يقدر عدد سكانها بـ 921 نسمة حسب الإحصاء الرسمي للسكان والسكنى لسنة 2004.